# Sociedad Española de Odontoestomatología Preventiva y Comunitaria
La Sociedad Española de Odontoestomatología Preventiva y Comunitaria (SEOEPYC) es una sociedad científica española que tiene en la actualidad multitud de socios, los cuales son médicos españoles especializados en el ámbito de la odontología. Es una Sociedad científica adscrita al Consejo General de Colegios de Odontólogos y Estomatólogos de España, de ámbito nacional y carácter no lucrativo.

## Objetivos
- Divulgar, propagar y difundir con carácter científico, educacional y social en todo el territorio nacional la prevención de enfermedades bucodentarias.
- Promover la salud bucodental individual y comunitaria.

## Sociedades Relacionadas
- Sociedades Odontoestomatológicas.
- Colegios Oficiales de Odontoestomatólogos.
- Sociedades nacionales e internacionales de carácter científico, educativo y social.
- Administración Sanitaria Nacional o Autonómica, Diputaciones y Ayuntamientos.

## Junta Directiva
- Presidente: Dr. José Manuel Roig García
- Vicepresidente y tesorera: Dra. Encarnación Alonso
- Secretaria: Dra. Elena Coscolín
- Vocal: Dra. Mª Ángeles Martínez

## Congresos y Cursos
2012 VALENCIA: I CURSO INTERNACIONAL DE SALUD PÚBLICA ORAL
2011 VALENCIA: II CURSO TEÓRICO-PRÁCTICO DE ODONTOLOGÍA EN ATENCIÓN PRIMARIA Y EN ATENCIÓN HOSPITALARIA
2010 VALENCIA: I CURSO TEÓRICO-PRÁCTICO DE ODONTOLOGÍA EN ATENCIÓN PRIMARIA Y EN ATENCIÓN HOSPITALARIA
		 I CURSO REHABILITACIÓN ORAL – OCLUSAL E IMPLANTOLOGIA
2007 VALENCIA: I CURSO TEÓRICO-PRÁCTICO PUESTA AL DIA EN ODONTOLOGIA HOSPITALARIA Y COMUNITARIA
2005 SEVILLA: I REUNION ATLANTICA ODONTOLOGIA COMUNITARIA
2002 VALENCIA: XXIII Congreso Nacional y IX Internacional de la SEOEPYC
2001 LAS PALMAS DE GRAN CANARIA: XXII Congreso Nacional de la SEOEPYC
2000 OPORTO: IV Congreso Ibérico de Saude Oral-CISO 2000
1999 MURCIA : XXI Congreso Nacional Y VIII Internacional de la SEOEPYC
1998 ESPINHO: III Congreso Ibérico de Saude Oral-CISO 98.
1998 SANTANDER: II Congreso de la Asociación Europea de Salud Pública Dental (EADPH). Congreso Europeo de Salud Pública para Higienistas Dentales (SEOEPYC entidad colaboradora).
1997 ZARAGOZA: XX Congreso Nacional de la SEOEPYC.
1996 CUENCA: XIX Congreso Nacional de la SEOEPYC.
1995 SEGOVIA: XVIII Congreso Nacional de la SEOEPYC.
1994 VALENCIA: Primer Congreso Mundial de Profesionales de la Salud Bucodental.
1993 VILA NOVA DE GAIA: III Congreso Ibérico de Saude Oral (CISO 93) (APSO-SEOEPYC).
1992 MADRID: II Congreso Ibérico de Salud Oral (CISO 92) XVI Congreso Nacional y V Internacional de la SEOEPYC.
1991 MADEIRA: I Congreso Ibérico de Salud Oral (CISO 92) (APSO-SEOEPYC).
1991 SANTANDER: XV Congreso Nacional y IV Internacional de la SEOEPYC.
1990 LA HABANA: XIII Congreso de la Federación Odontológica Latinoamericana.
1990 SANTIAGO: XIV Congreso Nacional de la SEOEPYC.
1989 TORREMOLINOS: XIII Congreso Nacional de la SEOEPYC en el marco del XXV Congreso Nacional y V Internacional de Odontología y Estomatología.
1989 LA HABANA: XII Congreso de la Federación Odontológica Latinoamericana.
1988 VITORIA: XII Congreso Nacional de la SEOEPYC.
1987 CADIZ: XI Congreso Nacional y III Internacional de la Sociedad Española de Odontoestomatología Preventiva y Comunitaria (SEOEPYC).
1986 LA CORUÑA: X Congreso Nacional y II Internacional de la SEEPYC.
1985 BILBAO: IX Congreso Nacional y I Internacional de la Sociedad Española de Estomatología Preventiva y Comunitaria (SEEPYC).
1984 MADRID: VIII Congreso Nacional de AEPHBD en la Reunión Conjunta de Sociedades Estomatológicas.
1983 OVIEDO: VII Congreso Nacional de AEPHBD.
1982 VALENCIA: VI Congreso Nacional de AEPHBD.
1981 ZARAGOZA: V Congreso Nacional de AEPHBD.
1980 MADRID: IV Congreso Nacional de AEPHBD(Asociación Española de Profilaxis e Higiene Bucodentaria)
1979 MALLORCA: III Congreso Nacional de AEPHBD (Asociación Española de Profilaxis e Higiene Bucodentaria)
1976 BARCELONA: I Congreso Nacional de AEPHBD (Asociación Española de Profilaxis e Higiene Bucodentaria)